# 纳兹尔·莫罕默德
纳兹尔·塔黑鲁·莫罕默德（英語：Nazr Tahiru Mohammed，1977年9月5日—），出生于伊利诺伊州芝加哥，美国职业篮球运动员，司职中锋和大前锋。
他身高6英尺10英寸（2.08米）和250磅（113公斤），以他的身高来说有着不错的灵活性，莫罕默德在场上有着富有侵略性的抓进攻篮板能力。

## 早年生活
莫罕默德是一个加纳移民家庭的儿子，他成长于芝加哥，高中时期就读于凯伍德学院 (Kenwood Academy)。1995年秋，莫罕默德进入肯塔基大学，当时他重达315磅，在1996年球队夺取NCAA总冠军的赛季中只有不多的上场时间。在大学二年级减肥瘦身后，1997年他和球队另一位中锋贾马尔·马格洛伊尔分享了首发中锋的位置，是球队的重要球员之一，球队最终在决赛上败给了亚利桑那大学屈居亚军。1998年，莫罕默德再次和马格洛伊尔分享了首发中锋的位置，帮助球队再次夺得了NCAA总冠军，也是球队连续三年打入赛事的决赛。

## NBA生涯
在大学三年级后，莫罕默德在留校还是参加选秀的问题上举棋不定，最终决定参加1998年NBA选秀。他在第一轮第29顺位被犹他爵士队选中。随后士队将他交易去了费城76人队，在76人队中效力了两个半赛季，随后他在2000年去了亚特兰大老鹰队，2003-04赛季莫罕默德效力于纽约尼克斯队，2004-05中他被尼克斯队交易去了圣安东尼奥马刺队以换取马里克·罗斯。在赛季效力的两支球队中得到了场均9.5分、7.6个篮板和1.1个篮板。在马刺队期间作为球队的首发中锋，帮助球队夺得了2004-05赛季的NBA总冠军。
在莫罕默德效力马刺的第二个赛季，他和拉多斯拉夫·内斯特洛维奇分享了首发中锋的位置，常规赛中他得到场均6.2分和5.2个篮板。在季后赛首轮战胜萨克拉门托的系列赛中莫罕默德有着不俗的表现，场均得到7分并且在系列赛首场比赛中投中了其职业生涯的第二个三分球。莫罕默德在系列赛第二轮对阵达拉斯小牛队的比赛中表现一般，赛季结束后，他拒绝了球队提供的四年续约合同。2006年7月4日，他同意加盟底特律活塞队并且得到球队首发中锋的位置，但是随着克里斯·韦伯的到来使得他的出场时间受到了压缩，莫罕默德在赛季中打了55场比赛，其中33场首发得到了场均5.6分和4.5个篮板，场均出场15.2分钟。
2008年，他被送往夏洛特山猫队以交换沃尔特·赫尔曼。

### 个人生活
纳兹尔有一个弟弟阿哈吉 (Alhaji)是曾在路易斯维尔大学打球，后效力于海外联赛。纳兹尔和他大学时期的女友明蒂 (Mindy)结婚，有两个孩子。在NBA休战期间，他们居住在肯塔基州的辛普森维尔 (Simpsonville)。